# Beno Gutenberg
Beno Gutenberg (4 de juny de 1889 - 25 de gener de 1960) va ser un sismòleg alemany. Va néixer a Darmstadt i va obtenir el seu doctorat a la Universitat de Göttinget el 1911, sota la direcció del famós professor Emil Johann Wiechert. Va mantenir la seva posició a la Universitat de Strasbourg i a la Universitat de Frankfurt-am-Main fins que va marxar a l'Institut Tecnològic de Califòrnia (Caltech) el 1929, on gràcies a l'ajuda de desenvolupadors d'instrumentació sísmica com John Millikan, John Augustus Anderson i Harry Oscar Wood, va poder desenvolupar el primer catàleg mundial modern de terratrèmols, denominat "Seismicity of the Earth".
Gutenberg va fer diverses contribucions importants a la ciència, com la definició del diàmetre del nucli de la Terra, ja que, el 1913, va establir la localització del límit entre el mantell terrestre i el nucli, situant-lo a uns 2.900 km de profunditat; aquest límit rep el seu nom (discontinuïtat de Gutenberg).
Va ser col·lega de Charles Richter i Hugo Benioff a Caltech, i col·laborador en el desenvolupament de l'escala de Richter de magnitud de terratrèmols. De fet, Gutenberg va alimentar aquest concepte amb moltes més magnituds basades en diferents fases d'ones.

## Obres de Beno Gutenberg
- Gutenberg, B. (1929-1936), Handbuch der Geophysik,, Vols. 1-4. (Editing and publication of the remaining volumes was disorganized under the Nazi regime) Vol. 1, Die erde als planet. Vol. 2, Aufbau der erde; Vol. 3 Veränderungen der erdkruste. Vol. 4 Erdbeben. Borntraeger, Berlin

- Buwalda; Gutenberg «Investigation of Overthrust Faults by Seismic Methods.». Science, 81, 2103, 1935, p. 384-386. DOI: 10.1126/science.81.2103.384. PMID: 17769434.

- Gutenberg, B. & Richter C. F., (1936), "On seismic Waves", G. beitr., Vol. 47 pp. 73-131

- Gutenberg B., (1937) "Geophysics as a science", Geophysics, vol.2, pp. 185-187

- Gutenberg, B., (1939) "Physics of the Earth, Vol. VII, Internal Constitution of the Earth." Mc Graw Hill, New York

- Gutenberg, B. (1951), Internal Constitution of the Earth. Dover Publ. Inc., Minneola, NY

- Gutenberg, B. (1952) "Magnitude determination for Deep Focus earthquakes" Bull. Seism. Soc. of Am. Vol. 35, pp.

- Gutenberg, B. & Richter C. F. (1954) “Seismicity of the Earth (and associated phenomena) “, Princeton University Press, Princeton, NJ, EUA 117-130

- Gutenberg, B. & Richter C. F (1956) "Magnitude and energy Earthquake", Ann, Geofísica Vol 9

- Gutenberg, B. & Richter C. F. (1956), "Earthquake magnitude, intensity, energy, and acceleration". Bull. Seism. Soc. Amer., vol. 46, pp. 105-145

- Gutenberg, B. (1957). "Effects of Ground on Earthquake Motion," Bull. Seism. Soc. Amer., Vol. 47, No. 3, pp. 221-250

- Gutenberg «Low-Velocity Layers in the Earth, Ocean, and Atmosphere.». Science, 131, 3405, 1960, p. 959-965. DOI: 10.1126/science.131.3405.959. PMID: 17756389.